# 小口太郎

『小口太郎像』（長野県岡谷市、岡谷湖畔公園）

小口 太郎（おぐち たろう、1897年（明治30年）8月30日 - 1924年（大正13年）5月16日）は、長野県岡谷市生まれの日本の科学者、歌人。第三高等学校、東京帝国大学理学部物理学科卒業後、同大学航空研究所入所。大学在学中に電信電話に関する発明をし、日本を始め諸外国に特許申請をし、許可を得ている。
科学者以外の彼を有名にしたのは、「琵琶湖周航の歌」の作詞者としてである。1917年、三高ボート部員として琵琶湖周航中、故郷諏訪湖に思いを馳せながら詩情豊かに作詞した「琵琶湖周航の歌」は、吉田千秋（新潟県出身、歴史地理学者吉田東伍の次男）の「ひつじぐさ」の原曲により現在まで広く歌われ続けている。この二人はお互いを知らず、それぞれ26歳と24歳で死去している。

## 来歴
長野県諏訪郡湊村（現・岡谷市）に生まれる。
諏訪中学校（現・諏訪清陵高校）を卒業後、1915年に高島尋常小学校で代用教員となった。1年後の1916年（大正5年）に代用教員を退職し、第三高等学校大学予科第二部乙類に入学した。三高在学中の1917年（大正6年）6月に、水上部（ボート部）、第二クルーの琵琶湖周航の途中「琵琶湖周航の歌」を発表する。
1919年（大正8年）に東京帝国大学理学部物理学科に進学した。
1921年（大正10年）、「有線及び無線多重電信電話法」の特許を出願する（イギリス、ドイツ、
フランス、オーストラリア、カナダにも出願）。　
1922年（大正11年）に東京帝国大学卒業後、同大学航空研究所に入所した。しかし、翌1923年（大正12年）に徴兵検査を受けて甲種合格となり、同研究所を退職する。
1924年（大正13年）5月16日に、東京府豊多摩郡淀橋町（現・東京都新宿区）の山田病院で死去。

## 死後の顕彰

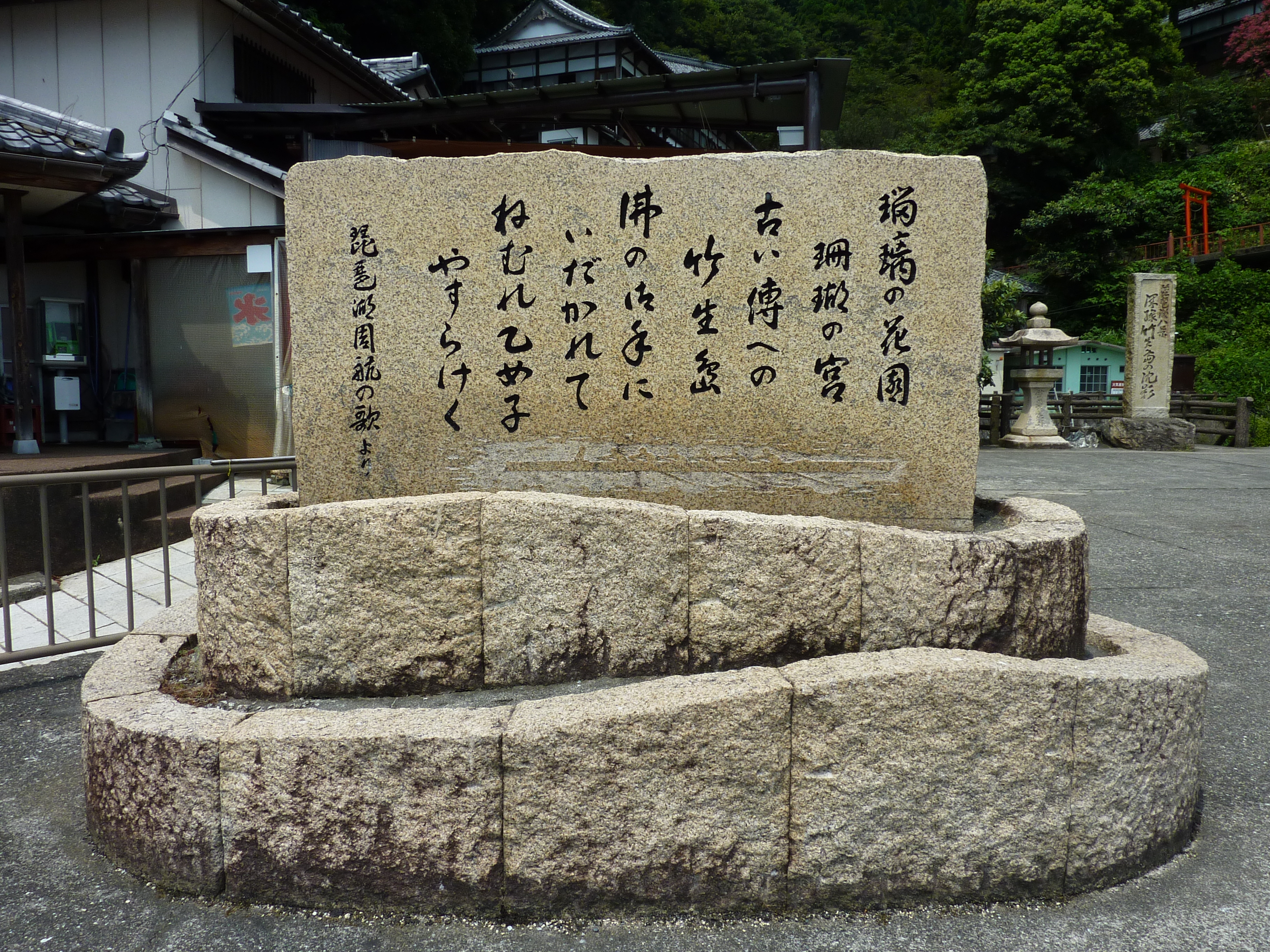
「琵琶湖周航の歌」の歌碑（竹生島）

出身地の岡谷市には1988年に顕彰碑・歌碑と銅像が建立された。歌碑に刻まれた歌詞は江崎玲於奈の揮毫による。
このほか、「琵琶湖周航の歌」の歌碑が以下の各地に所在する。
- 滋賀県大津市観音寺、三保ケ崎
- 滋賀県大津市志賀南小松、近江舞子湖畔
- 滋賀県高島市今津南浜、今津港脇
- 滋賀県長浜市、竹生島